# Девесел
Девесел (рум. Devesel) је село у  југозападној Румунији у жупанији Мехединци и седиште је истоимене општине.

## Положај
Девесел се налази 272 километара западно од главног града Букурешта, 18 километара од града Дробета-Турну Северин и 93 километара западно од Крајове.

## Становништво
Према попису из 2011. године у селу је живело 1.320 становника што је за 74 (5,31%) мање у односу на 2002. када је на попису било 1.394 становника.
| Етнички састав према попису из 2011.‍ | Етнички састав према попису из 2011.‍ | Етнички састав према попису из 2011.‍ | Етнички састав према попису из 2011.‍ | Етнички састав према попису из 2011.‍ |
| ------------------------------------ | ------------------------------------ | ------------------------------------ | ------------------------------------ | ------------------------------------ |
|                                      |                                      |                                      |                                      |                                      |
| Румуни                               | Румуни                               |                                      | 1.195                                | 90,53%                               |
| Роми                                 | Роми                                 |                                      | 70                                   | 5,30%                                |
| Непознато                            | Непознато                            |                                      | 55                                   | 4,17%                                |